# Estate infinita
Estate infinita è un singolo del cantautore italiano Dennis, pubblicato il 18 luglio 2025.

## Descrizione
Il brano, scritto dallo stesso cantautore con Daniele Chiarolanza, Federica Morrone, Gabriel Rossi, Giuliano e Salvatore Iadicicco, è prodotto dallo stesso artista con i Room9 e racconta un'estate imperfetta e autentica.

## Video musicale
Il video musicale, diretto da Simone Scarcelli, è stato pubblicato in concomitanza all'uscita del brano attraverso il canale YouTube del cantautore.

## Tracce
Testi di Dennis Rizzi, Daniele Chiarolanza, Federica Morrone, Gabriel Rossi, Giuliano e Salvatore Iadicicco, musiche di Dennis Rizzi, Daniele Chiarolanza, Fabio De Marco, Federica Morrone, Gabriel Rossi, Giuliano Iadicicco, Lorenzo Santarelli, Marco Salvaderi e Salvatore Iadicicco.
1. Estate infinita – 2:23